# Zdzisław Sobora
Zdzisław Sobora (ur. 2 października 1952) – polski lekkoatleta, który specjalizował się w trójskoku. 

## Osiągnięcia
Czwarty zawodnik halowych mistrzostw Europy w San Sebastián (1977) z wynikiem 16,30 m. Cztery razy zdobywał medale mistrzostw kraju na stadionie. Ośmiokrotny reprezentant Polski w meczach międzypaństwowych (2 zwycięstwa) w latach 1977-1982. Przez całą karierę startował w barwach Olimpii Poznań.

## Rekordy życiowe
- trójskok – 16,72 m (6 lipca 1980, Poznań) – 18. wynik w historii polskiej lekkoatletyki[1] oraz 16,83 m (22 czerwca 1980, Warszawa) – wynik uzyskany przy bardzo silnym, sprzyjającym skoczkowi wietrze o prędkości +6,8 m/s[1]. Aby wynik został uznany za oficjalny wiatr nie może przekroczyć prędkości +2,0 m/s.